# Parmentiera kolczasta
Parmentiera kolczasta (Parmentiera aculeata) – gatunek drzewa z rodziny bignoniowatych. Gatunek pochodzi z Ameryki Środkowej, sadzone powszechnie w tropikach. Lokalna nazwa hiszpańska: cuajilote.

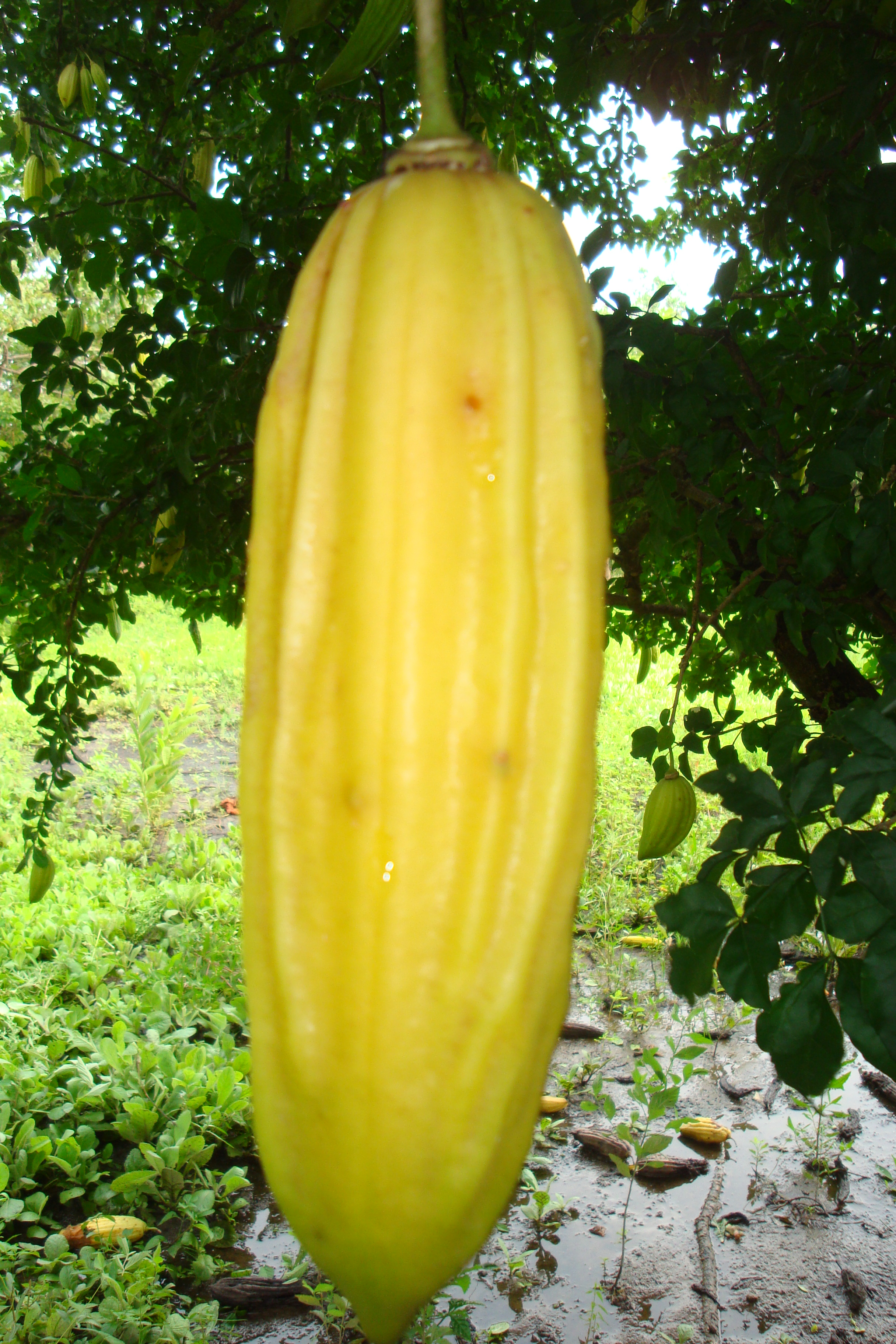
Owoc

## Morfologia
PokrójDrzewo osiągające do 10 m wysokości, korona szeroka. Gałęzie pokryte krótkimi cierniami.
LiścieNaprzeciwległe,  z trzema eliptycznymi listkami o długości do 7 cm, brzegi blaszek liściowych piłkowane.
KwiatyWyrastają na końcach pędów oraz na pniu. Rurka korony długości do 7 cm. Płatki zielonkawobiałe, pomarszczone, z czerwonymi żyłkami. Słupek oraz 2 dłuższe pręciki nieco wystają z kielicha kwiatu. Kwitną nocą, wydzielają słodki zapach przywabiający nietoperze.
OwocePodłużne, żółtozielone, podłużnie żebrowane, o długości do 25 cm. Miąższ szklisty, liczne płaskie nasiona. Owoce przypominają z wyglądu ogórki, w smaku zaś bardziej groch.

## Zastosowanie
- Owoce są jadalne zarówno na surowo, jak i po ugotowaniu.